# Guan Weizhen
Guan Weizhen (3 de junho de 1964) é uma ex-jogadora de badminton chinesa. medalhista olímpica, especialista em duplas.

## Carreira
Guan Weizhen representou seu país nos Jogos Olímpicos de Verão de 1992, conquistando a medalha de prata, nas duplas em 1992 com Nong Qunhua .